# جوزيف خان (مخرج فيديو موسيقي)
جوزيف خان (هانغل: 조셉 칸) هو مخرج فيديو موسيقي ‏ كوري جنوبي، ولد في 12 أكتوبر 1972 في بوسان في كوريا الجنوبية.

## وصلات خارجية
- الموقع الرسمي
- جوزيف خان على موقع IMDb (الإنجليزية)
- جوزيف خان على موقع روتن توميتوز (الإنجليزية)
- جوزيف خان على موقع ألو سيني (الفرنسية)
- جوزيف خان على موقع ميوزك برينز (الإنجليزية)
- جوزيف خان على موقع أول موفي (الإنجليزية)
- جوزيف خان على موقع قاعدة بيانات الأفلام السويدية (السويدية)
- جوزيف خان على موقع ديسكوغز (الإنجليزية)
- جوزيف خان على موقع قاعدة بيانات الفيلم (الإنجليزية)
- جوزيف خان على موقع كينوبويسك (الروسية)